# Haematopota enriquei
Haematopota enriquei är en tvåvingeart som beskrevs av Leclercq 1971. Haematopota enriquei ingår i släktet Haematopota och familjen bromsar.
Artens utbredningsområde är Spanien. Inga underarter finns listade i Catalogue of Life.